# Law Enforcement Against Prohibition
Law Enforcement Against Prohibition (LEAP) ist eine gemeinnützige Non-Profit-Organisation, die sich für ein Ende des so genannten War on Drugs und eine Reform der Drogenpolitik einsetzt. 
LEAP wurde am 16. März 2002 in den USA gegründet und ist nach dem Vorbild der Antikriegs-Organisation Vietnam Veterans Against the War aufgebaut. Mitglieder sind u. a. Polizisten, Regierungsbeamte und andere in der Strafverfolgung Tätige – aktive und im Ruhestand befindliche. Die Organisation hat aktuell 15.000 Mitglieder, weist jedoch nicht aus, wie viele von ihnen aus dem Strafverfolgungssystem kommen.

## Ziele
LEAP hat sich die Aufgabe gestellt, die gesellschaftlichen und individuellen Schäden, die aus dem War on Drugs resultieren, zu reduzieren und die steigenden Todes-, Krankheits- und Kriminalitätsraten, die im Zusammenhang mit derzeit illegalen Drogen stehen, durch eine Beendigung der Drogenprohibition zu verringern.
LEAP verfolgt zwei primäre Ziele: 
- Aufklärung der Öffentlichkeit, der Medien und politischen Entscheidungsträger über das Versagen der aktuellen Drogenpolitik durch die Verbreitung von Informationen über Geschichte, Ursachen und Folgen des Gebrauchs von Drogen und das Aufzeigen des Zusammenhangs von gestiegenen Kriminalitätsraten als Resultat der Prohibition von Drogen und nicht ihrer pharmakologischen Wirkung.
- Förderung des Respekts vor den Gesetzeshütern, welcher durch ihre Beteiligung bei der Durchsetzung der Drogenprohibition stark nachgelassen habe.

Um diese Ziele zu erreichen, bemüht sich die Organisation um einen wachsenden Kreis an Sprechern, insbesondere sachkundige ehemalige Teilnehmer des War on Drugs, die u. a. die Auswirkungen der aktuellen Drogenpolitik auf die Beziehung zwischen Polizei und Gemeinde, die Sicherheit von Polizeibeamten, die Ausbreitung von Korruption und die finanziellen und menschlichen Kosten, die sie zur Folge hat, thematisieren.
LEAP vertritt, dass die Regulierung von Drogen der einzig ethisch vertretbare und gleichzeitige wirksame Weg ist, um die Schäden, die durch den War on Drugs verursacht werden, zu beheben. Angestrebt wird ein System, in dem der Verkauf und Vertrieb von bisher illegalen Drogen von einer Regierungsbehörde reguliert wird, ähnlich der aktuellen Regulierung von Alkohol und Tabak. So würde dem bestehenden Schwarzmarkt die Grundlage entzogen werden. LEAP verfolgt eine schrittweise Änderung der Drogengesetze und hat daher Gesetzesvorlagen unterstützt, die bspw. auf die Entkriminalisierung des Besitzes von bis zu einer Unze (ca. 28 Gramm) Marihuana, die Legalisierung von Cannabis für medizinische Zwecke und die Einführung von Harm Reduction-Programmen in Gemeinden abzielten. 

## Mitgliedschaft
Die Mitgliedschaft bei LEAP steht jedem offen, aber nur ehemalige oder aktuelle Mitglieder der Strafverfolgungsbehörden können Vorstandsmitglied werden. 

### Sprecher
Es gibt 85 Sprecher aus verschiedenen Bundesstaaten der USA und 16 anderen Ländern, darunter Brasilien, Indien, Polen und Deutschland. Als Sprecher von LEAP betätigen sich Polizei- und Justizvollzugsbeamte, Beschäftigte aus der Bewährungshilfe, Richter, Staatsanwälte, Gefängnisdirektoren und Beamte von FBI und DEA.

### Vorstand
Zu dem insgesamt elfköpfigen Vorstand von LEAP gehören u. a. Jack Cole, ein ehemaliger Lieutenant der Polizei von New Jersey (14 Jahre in der Betäubungsmittelabteilung); Peter Christ, ein ehemaliger Captain der Polizei aus Tonawanda, New York; Terry Nelson, ein Beamter der United States Border Patrol und Stephen Downing, der 20 Jahre für das Los Angeles Police Department gearbeitet hat. Neill Franklin ist geschäftsführender Direktor.

## Situation in Deutschland
Im Oktober 2014 sollte auf Initiative des Polizeibeamten und Bundestagsabgeordneten Frank Tempel LEAP-Deutschland gegründet werden. Als Vorsitzender war Hubert Wimber, Polizeipräsident von Münster sowie Vorsitzender der Arbeitsgemeinschaft deutscher Polizeipräsidenten vorgesehen. Innenminister Ralf Jäger verbot jedoch dienstrechtlich die Teilnahme.
Nachdem Hubert Wimber in Pension gegangen war, konnte er dann zusammen mit Frank Tempel, Andreas Müller, Annie Machon und Wolfgang Nešković am 10. September 2015 LEAP-Deutschland als eingetragenen Verein gründen.
Bekannte Sprecher, welche berufliche Erfahrungen in Strafverfolgungsbehörden oder auf dem Gebiet der Strafrechtspflege gesammelt haben müssen, sind (Stand 12/2019) unter anderem Mark Benecke, Lorenz Böllinger, Irene Mihalic sowie Sebastian Scheerer. Bekannte unterstützende Mitglieder sind unter anderem Rainer Biesinger, Burkhard Blienert, Kirsten Kappert-Gonther, Niklas Schrader sowie Georg Wurth.

## Film
Sprecher von LEAP wurden 2006 in dem kanadischen Dokumentarfilm Damage Done: The Drug War Odyssey von Conni Littlefield porträtiert.